# Лелек Василь Степанович
Лелек Василь Степанович (*24.12.1946, с. Бережонка Вижницького району — 25.11.1997, м. Чернівці) — поет, художник. Член СХУ. Лауреат літературної премії ім. Дмитра Загула.

## Біографія
Народився 24 грудня 1946 року в селі Бережонка Вижницького району Чернівецької області. Після закінчення Коритненської середньої школи (1964) та служби в рядах Радянської Армії працював зварником на Чернівецькому заводі залізобетонних конструкцій. З 1970 по 1978 рр.- студент Чернівецького держуніверситету. Навчання поєднував з працею на посаді інженера заводу «Кварц» у Чернівцях (1971—1978). З 1978 р. працював у Чернівецькому художньому виробничому комбінаті, в останні роки — у літературно-меморіальному мезеї Ольги Кобилянської. Помер 25 листопада 1997 року, похований у Чернівцях.

## Творча діяльність
Займався різьбярством і лозоплетінням. Був учасником публічних виставок (1991—1997) на «Вулиці Майстрів» (м. Чернівці, вул. Міхая Емінеску). У 1993 р. прийнятий до Спілки художників України та удостоєний звання майстра народної творчості. Автор єдиної поетичної книжки «Жертовна ватра» (1997), що стала результатом творчих пошуків впродовж кількох десятиліть. Її мистецька вартість підтверджується високою відзнакою — літературною премією імені Дмитра Загула (1997). Вірш, «Чому побіліли ведмеді» присвячений пам'яті видатного земляка, співається як пісня-реквієм на кожному відкритті святкування і вручення премій поета в Міліївській школі ім. Дмитра Загула. Твори Василя Лелека друкувалися у журналі «Дзвін» (1996, № 4), «Буковинському журналі» (1994, ч. 1-2), газеті «Молодий буковинець» (2002,3-9 січня).